# Jewgienij Łapiszyn
Jewgienij Petrowicz Łapiszyn (ros. Евгений Петрович Лапшин, ur. 1900 w Jekaterynburgu, zm. 1 marca 1956) – oficer polityczny Armii Czerwonej oraz funkcjonariusz NKWD/NKGB/MGB/MWD, m.in. szef Wydziału IV NKGB.

## Wykształcenie i praca
Urodzony w maju 1900 roku w Jekaterynburgu, w rodzinie rosyjskiego ślusarza. Szkołę rozpoczął w 1910 roku w rodzinnym mieście. W 1915 pracował jako mechanik w zakładach Grinberga i do 1917 w kilku innych zakładach w Jekaterynburgu.  W czerwcu 1917 wstąpił do SDPRR(b), w 1921 ukończył specjalne kursy propagandowe w akademii robotniczo-chłopskiej Armii Czerwonej. W 1929 skończył także specjalne kursy polityczne w wojskowo-politycznej akademii Armii Czerwonej, a w 1937]wyższą szkołę organizacji partyjnej przy Komitecie Centralnym Wszechzwiązkowej Komunistycznej Partii (bolszewików) WKP(b).

## Służba w Armii Czerwonej
Do Czerwonej Gwardii wstąpił w listopadzie 1917 i przez następne 8 miesięcy służył w sztabie 5 pułku w swoim rodzinnym mieście Jekaterynburgu (od 1924 do 1991 Swierdłowsk). W marcu 1919 został ranny podczas bitwy i następne 4 miesiące spędził na leczeniu i rehabilitacji. Do służby wrócił w lipcu 1919, trafił jako pracownik polityczny do 554 pułku, w którym służył do maja 1920.
W późniejszych latach służył w Armii Czerwonej m.in. jako mechanik i do 1924 roku ukończył jeden z kursów RKKA i służył w Syberyjskim Okręgu Wojskowym, gdzie następnie do października 1926 roku skończył szkołę partyjno-polityczną przy Syberyjskim Okręgu Wojskowym. Do 1930 roku służył jako oficer polityczny różnych oddziałów, pułków, aż w lipcu 1930 roku został mianowany zastępcą oficera ds. politycznych 14 dywizji piechoty. Później przeniesiony został do Leningradu, gdzie do 1936 roku pracował na różnych stanowiskach politycznych.

## Służba w organach bezpieczeństwa państwowego
Służbę w organach NKWD ZSRR rozpoczął 28 września 1937 roku od  stanowiska tymczasowo pełniącego obowiązki szefa Wydziału Politycznego w Oddziale 12 (techniki operacyjnej) GUGB.
Następne funkcje jakie wykonywał często się zmieniały ze względu przebieg czystek panujących wówczas w NKWD i przemian organizacyjnych NKWD które zostały wprowadzone 28 marca 1938 roku, lecz przetrwały jedynie do 29 września tego samego roku.
Polegały one na zmniejszeniu wpływów i znaczenia GUGB, głównego organu NKWD odpowiedzialnego za przeprowadzenie czystek w Armii Czerwonej, w wywiadzie wojskowym GRU oraz w samym NKWD. 
Kolejne stanowiska jakie zajmował to:
- tymczasowo p.o. szefa 2 Oddziału Specjalnego NKWD (technika operacyjna 15.09.1938 — 09.03.1939
- szef 2 Oddziału Specjalnego NKWD (Techniki operacyjnej) 09.03.1939 — 26.02.1941
- szef 4 Oddziału NKGB 26.02.1941 — 31.07.1941
- szef 2 Oddziału Specjalnego NKWD (Techniki operacyjnej) 31.07.1941 — 12.05.1943
- szef Oddziału "B" NKGB (Operacyjno technicznego) po maju 1946 roku Ministerstwa Bezpieczeństwa Państwowego (MGB) 12.05.1943 — 24.10.1946
- szef Zarządu Bezpieczeństwa Państwowego UMGB obwodu tulskiego 24.10.1946 — 17.09.1949
- zastępca szefa Oddziału Politycznego Głównego Zarządu Milicji przy MGB 25.02.1950 — 28.02.1952
- szef Oddziału Rejestracyjno-Statystycznego Głównego Zarządu Milicji przy MGB ZSRR 28.02.1952 — 05.03.1953

Ostatnie stanowisko jakie zajmował w organach bezpieczeństwa to szef Oddziału Rejestracyjno-Statystycznego Głównego Zarządu Milicji przy Ministerstwie Spraw Wewnętrznych ZSRR 12.05.53—01.03.56.

## Awanse  odznaczenia i medale
- 08.10.1937 → starszy porucznik bezpieczeństwa państwowego;
- 02.12.1938 → kapitan bezp. państw.;
- 09.03.1939 → major bezp. państw.;
- 14.03.1940 → starszy major bezp. państw.;
- 14.02.1943 → komisarz bezp. państw.;
- 02.07.1945 → komisarz bezp. państw.; 3 rangi
- 09.07.1945 → generał porucznik

- 08 września 1938 → Honorowa odznaka 15 lecia WCzk-GPU
- 29.04.1939 → Order Czerwonego Sztandaru Pracy
- 27.04.1940 → Odznaka Honorowa Zasłużonego pracownika NKWD
- 20.09.1943 → Order Czerwonej Gwiazdy
- 03.11.1944 → Order Czerwonego Sztandaru
- 21.02.1945 → Order Lenina
- 21.04.1945 → Order Wojny Ojczyźnianej I klasy
- 6 medali